# Tersilochus obliquus
Tersilochus obliquus là một loài tò vò trong họ Ichneumonidae.